# Afrika (rimska provinca)
Afrika (latinsko Provincia Africa), rimska provinca, ustanovljena po porazu Kartagine v tretji punski vojni. Obsegala je ozemlje sedanje severne Tunizije in del sredozemske obale Libije, vključno z zalivom Mala Sirta. Arabci so približno isto ozemlje kasneje imenovali Ifrikija.

## Zgodovina
Ozemlje province Afrike je do tretje punske vojne pripadalo Kartagini. Drugi večji mesti v regiji sta bili Hadrumetum, sedanji Sousse v Tuniziji, ki je bil kasneje prestolnica province Bizacene in Hippo regius, sedanja Annaba v Alžiriji.
Prva rimska kolonija  Africa Proconsularis (Prokonzulska Afrika) ali Africa Vetus (Stara Afrika) je obsegala najbolj plodni del prejšnjega kartažanskega ozemlja. Provinco je upravljal prokonzul. Upravno središče kolonije je bila Utika v Tuniziji. Preostalemu ozemlju je vladal podložni numidijski kralj Masinisa. V tistem času času je bil glavni cilj rimske politike preprečiti rast še ene velike moči nedaleč od Sicilije. Leta 118 pr. n. št. je numidijski princ Jugurta poskušal ponovno združiti manjša berberska kraljestva. Po njegovi smrti je večina njegovega ozemlja prišlo pod oblast mavretanskega kralja Bokha I. in takrat se je rimska oblast v Afriki trdno zakoreninila.  Ko se je leta 27 pr. n. št. Rimska republika preoblikovala v cesarstvo, je Afrika postala cesarska provinca. 
Cesarja Avgust in  kasneje Kaligula sta izvedla nekaj političnih in ozemeljskih reform, Klavdij pa je dokončal ozemeljsko delitev na uradne rimske province. Afrika je postala senatorska provinca. Po Dioklecijanovih reformah državne uprave je bila provinca Afrika razdeljena Africo Zeguitano na severu, ki je obdržala ime Africa Proconsularis in jo je upravljal prokonzul, in  Africo Byzaceno na jugu. Obe sta spadali v  diocezo Afrika. Regija je ostala del Rimskega cesarstva do velikih germanskih preseljevanj v 5. stoletju. 
Leta 429 so iz Španije v severno Afriko vdrli  Vandali in na ozemlju province ustanovili svoje kraljestvo, v katero je spadala tudi Sicilija, Sardinija in Baleari. Vandali so vladali kot vojaška elita, izvajali politiko strogega ločevanja in zatirali lokalno prebivalstvo. Kot privrženci arijanstva so preganjali tudi krščansko vero.  Proti koncu 5. stoletja je vandalska država začela propadati. Vandali so večino ozemlja v notranjosti celine  prepustili Mavrom in drugim berberskim puščavskim plemenom.
Leta 533 je cesar Justinijan I. izkoristil vandalske dinastične spore kot pretvezo za napad nanje. V Afriko je poslal vojsko slavnega vojskovodja Belizarja, da bi ponovno osvojil Afriko. Belizar je v kratkem vojnem pohodu porazil Vandale, triumfalno vkorakal v Kartagino in v provinci ponovno vzpostavil rimsko oblast. Bizantinci so uspešno odbili napade puščavskih plemen Amazigov in z obširno mrežo utrdb uspeli ponovno razširiti svojo oblast v notranjost celine. Cesar Mavricij je severnoafriške province in rimske posesti v Španiji združili v Afriški eksarhat. Eksarhat se je razcvetel in iz njega je Heraklij leta 610 strmoglavil tiranskega cesarja Fokasa. Stabilnost in moč eksarhata na začetku 7. stoletja je razvidna tudi iz Heraklijevega razmišljanja, da bi preselil cesarsko prestolnico iz Konstantinopla v Kartagino. Po letu 640 so eksarhat začeli ogrožati muslimani. Eksarhat se je upiral do leta 698, ko je muslimanska vojska iz Egipta osvojila Kartagino. Padac Kartagine je pomenil konec rimske in krščanske vladavine v severni Afriki. 222 let po propadu Rima je propadla še zadnja provinca Zahodnega rimskega cesarstva.

## Prebivalstvo
Rimske afriške province so bile med najbogatejšimi regijami v cesarstvu, s katerimi so se kosali samo Egipt, Sirija in sama Italija, zato so se tja selili prebivalci iz celega cesarstva. Najpomembnejši so bili predčasno upokojeni vojni veterani, ki so za svoje vojaške zasluge tam dobili kmetijska zemljišča. Zgodovinar Theodore Mommsen ocenjuje, da je "v Hadrijanovem obdobju skoraj tretjina prebivalcev vzhodne Numidije, ki se približno ujema s sodobno Tunizijo, izvirala iz vojnih veteranov". 
Število rimskih vojakov v severni Afriki je bilo relativno majhno. Armada v Numidiji in dveh mavretanskih provincah je imela  približno 28.000 vojakov in pomožnega osebja. Od 2. stoletja n. št. dalje so vojaške posadke  sestavljali večinoma domačini, tudi Berberi. Razvilo se je številno latinsko govoreče prebivalstvo, ki je delilo ozemlje s punsko in berbersko govorečimi domačini.
Abun-Nasr v svoji Zgodovini Magreba o sožitju med domačini in Rimljani pravi: "Berberi so bili vedno bolj pripravljeni sprejeti rimski način življenja, čeprav so tujci z orožjem osvojili njihovo zemljo, ker Rimljani niso izvajali nobenega rasnega izključevanja in so bili izredno strpni do berberskh verskih kultov, tako domačih kot izposojenih od Kartažanov.  Rimska kultura je na zasedena ozemlja kljub temu prodirala neenakomerno in v notranjosti vzhodne Tunizije in Numidije so ostali žepi neromaniziranih Berberov, ki so se ohranili skozi celo rimsko obdobje".
Do propada Zahodnega rimskega cesarstva je bil skoraj ves Magreb popolnoma romaniziran.  Rimski Afričani so živeli v precejšnji blaginji, ki se je, poleg romanizacije, delno dotaknila tudi prebivalcev izven rimskega limesa, predvsem Garamantov in Getulov, ki so se srečali z rimskimi odpravami v Podsaharsko Afriko.

## Gospodarstvo
Razcvet večine mest je temeljil na poljedelstvu. Severno Afriko so imenovali "žitnica cesarstva", ker je po eni od ocen pridelala milijon ton žit letno. Četrtino pridelkov so izvozili. Poleg žita so pridelovali tudi stročnice, fige, grozdje in drugo sadje. V 2. stoletju so žito izpodrinile oljke. Poleg tega so se ukvarjali s prodajo sužnjev, lovom in izvozom eksotičnih divjih živali, tekstila, marmorja, vina, lesa, živine, volne in afriške rdeče lončevine.